# Quercus acutissima
Quercus acutissima är en bokväxtart som beskrevs av William Carruthers. Quercus acutissima ingår i släktet ekar, och familjen bokväxter.

## Underarter
Arten delas in i följande underarter:
- Q. a. acutissima
- Q. a. kingii

## Bildgalleri

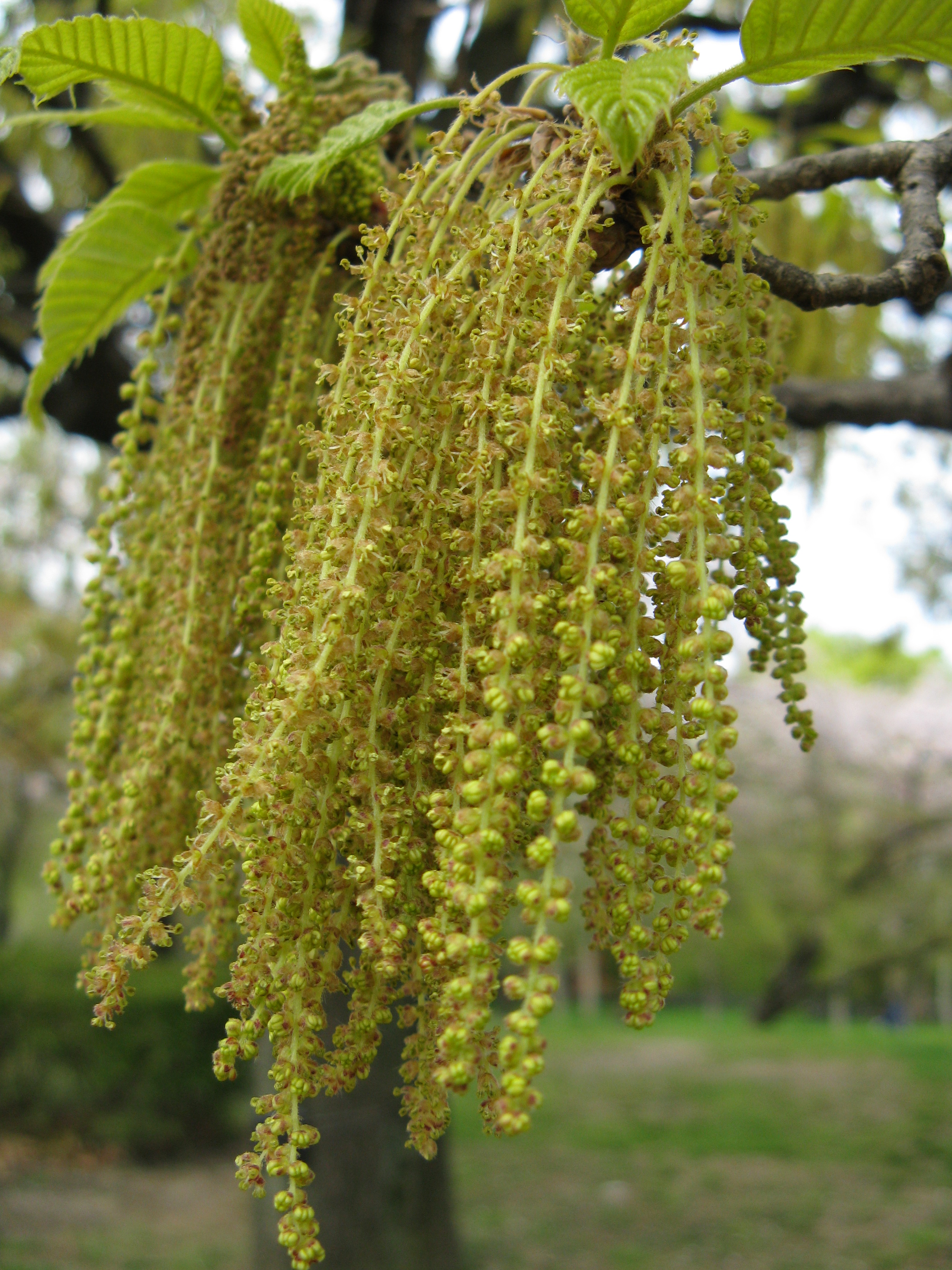
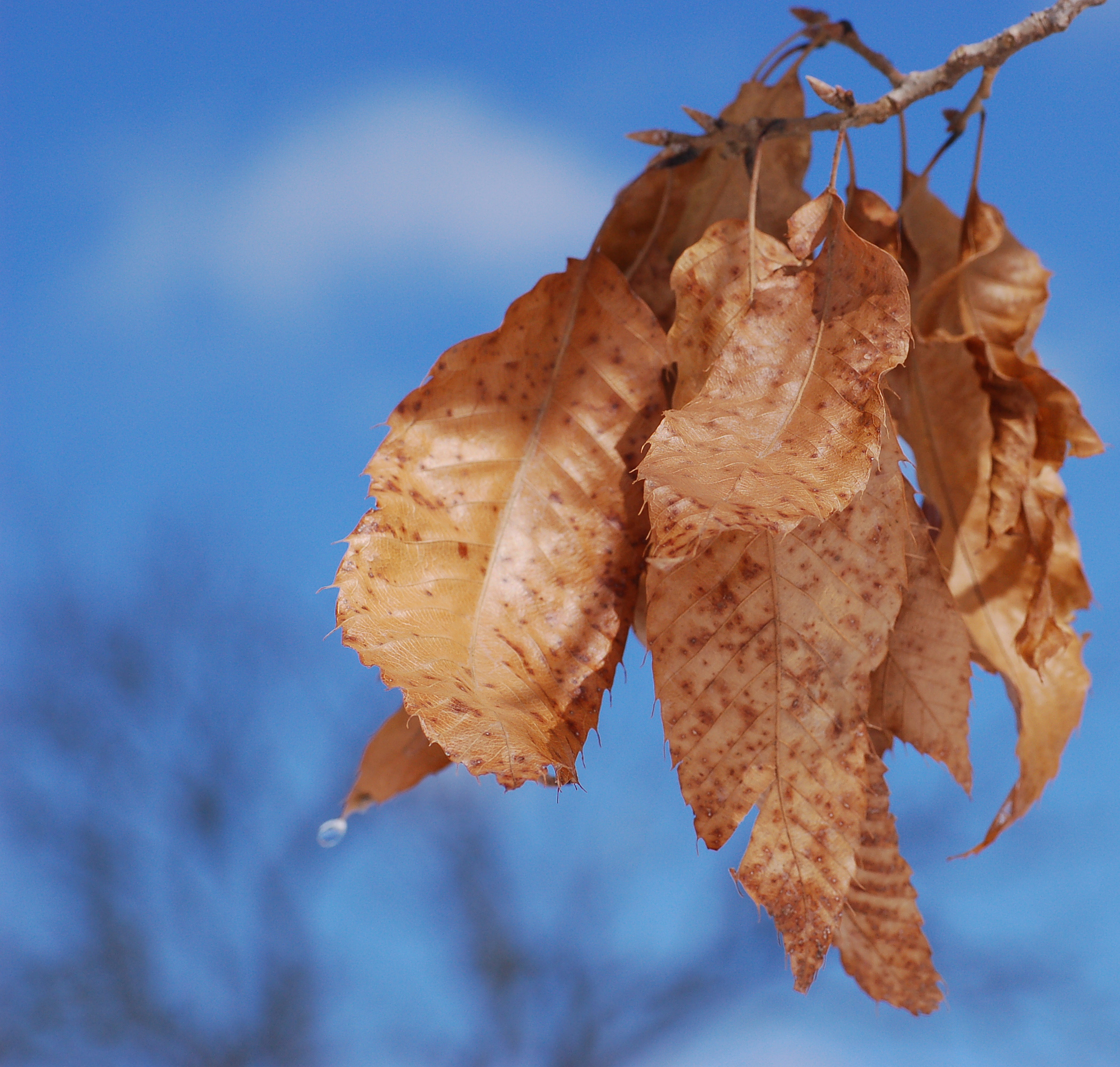
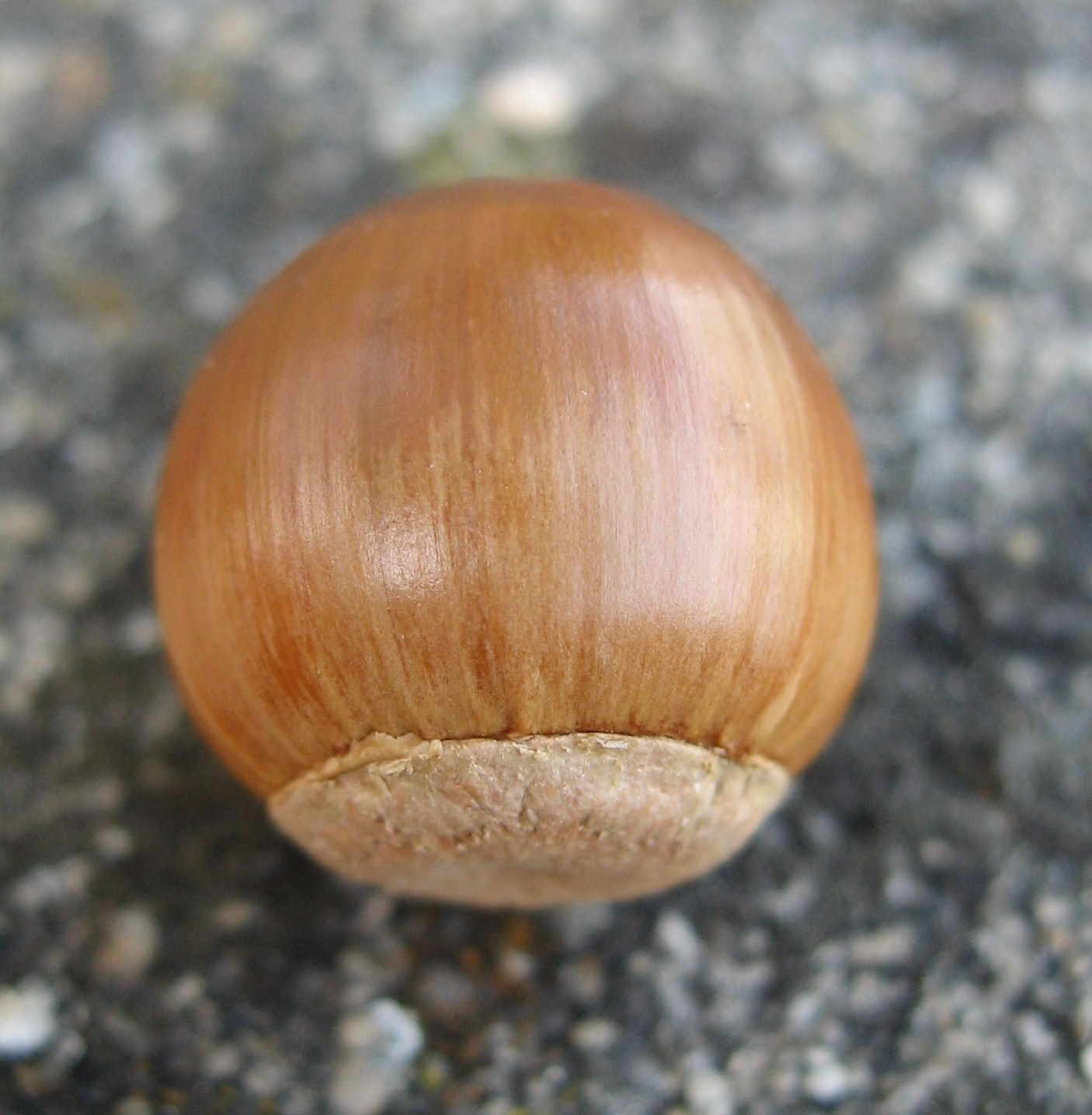
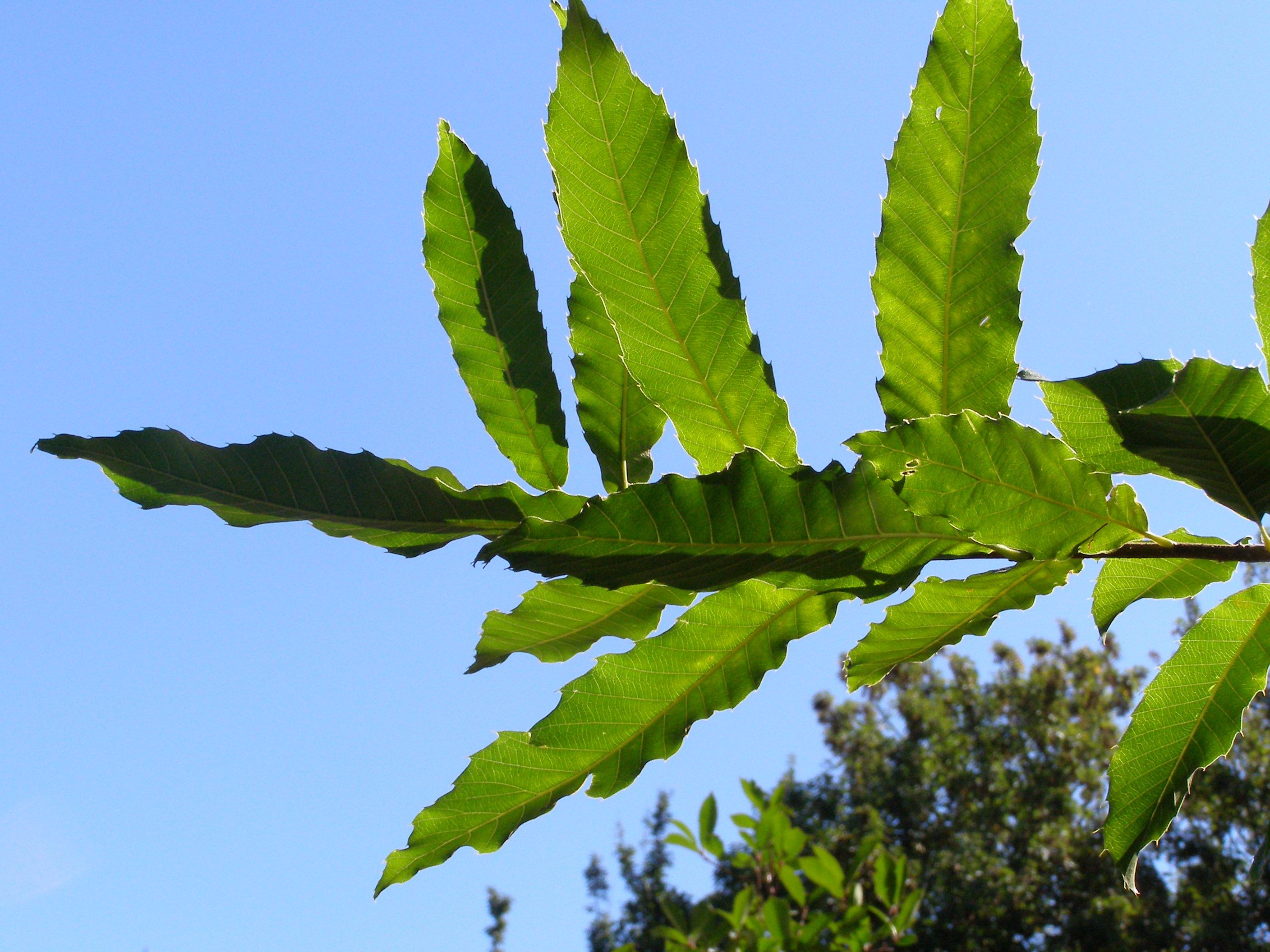
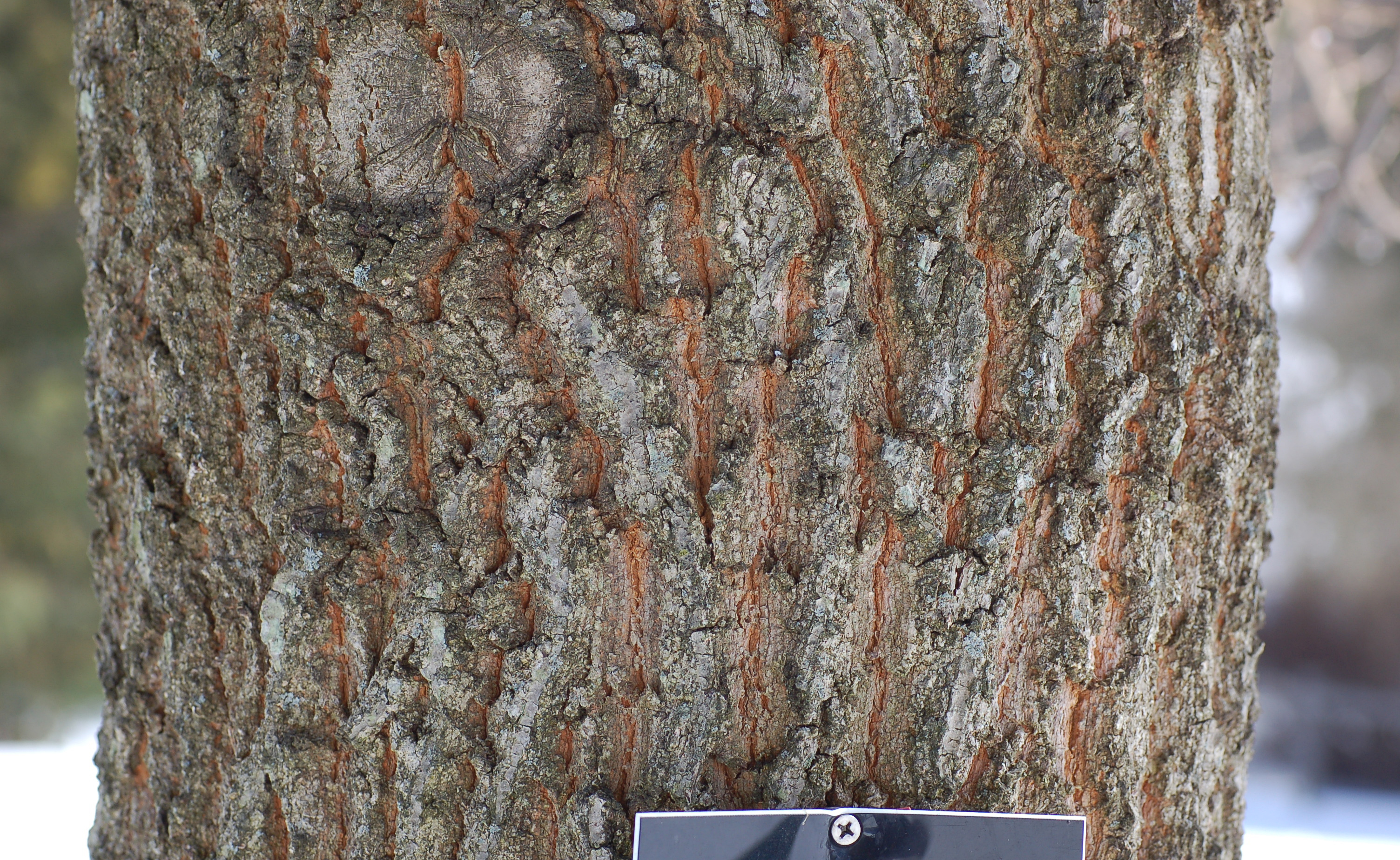
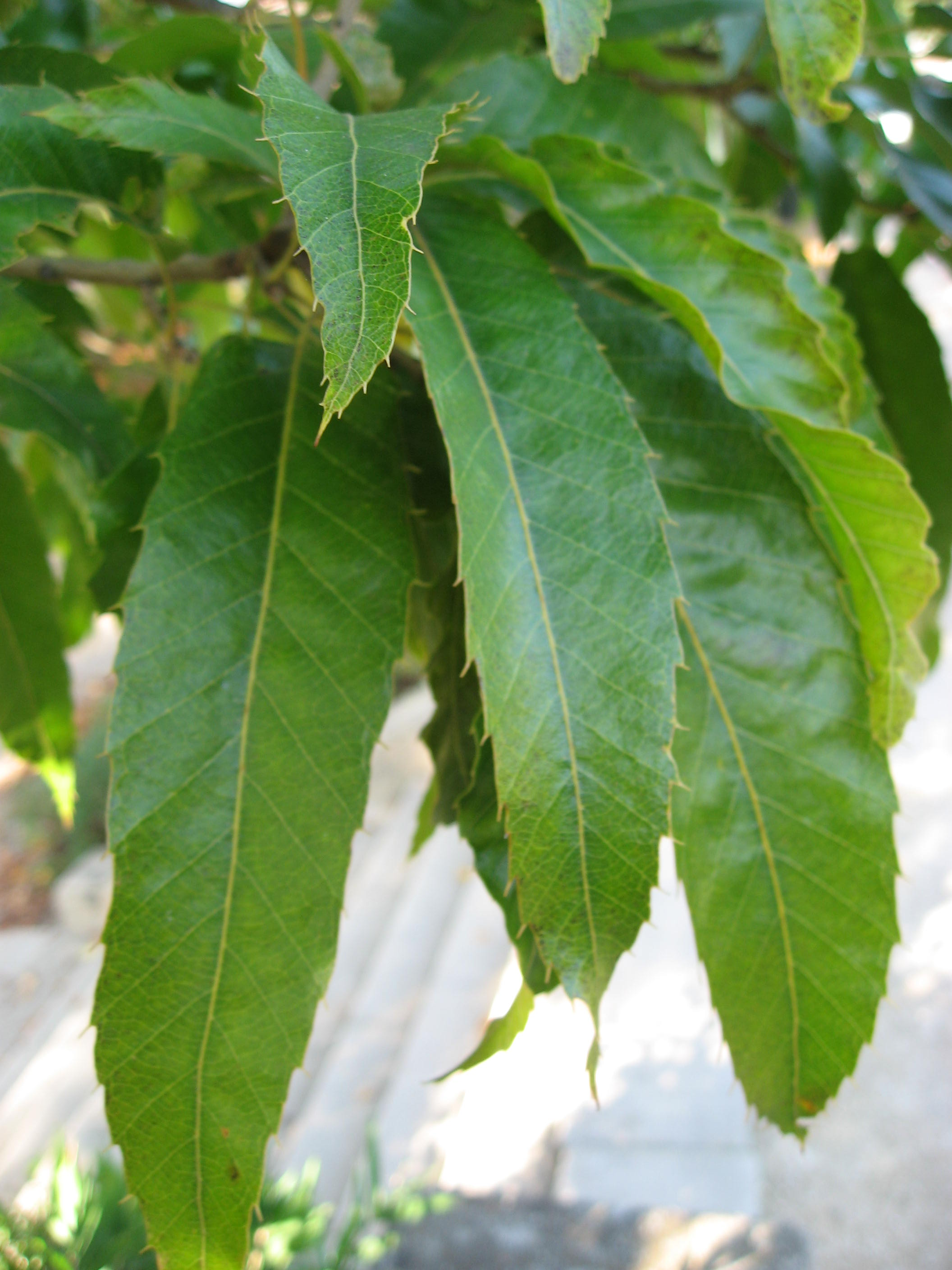